# 張穎沁
張穎沁（英語：Pamela Cheung Wing Tsam，1990年4月13日—），香港女性模特兒、意見領袖及專欄作家，曾為「Unique Model Limited」旗下模特兒。

## 簡介
張穎沁有兩名胞妹，曾就讀民生書院，其後取得了灣仔CO1設計學校室內設計高級文憑。她於2008年出道，希望能當一名專業平面模特兒而非「𡃁模」，結果被最初任職的模特兒公司「Unique Model Limited」閒置到約滿為止；曾演出香港迪士尼樂園、香港郵政、HBO 等不同機構的電視及平面廣告，亦曾參演音樂錄像與電影。
2012年11月，張穎沁開始活躍於社交平台，開設 YouTube 頻道分享日常生活趣事；2014年跟交往四年的郭氏商人先於印尼峇里島行禮，再分別在福建、深圳及香港洲際酒店舉行婚禮。2016年11月1日，她在養和醫院剖腹誕下兒子 Adam，翌年則推出首本書籍《Young 媽日記》，分享成為母親的經歷；現時主要繼續任職模特兒和意見領袖，並從事撰寫網上專欄工作。

## 演出作品

### 電影
- 2013年：《奇幻夜》 飾演 公主

### 電視節目
- 2013年：香港電台《手語隨想曲2》 飾演 人形兔仔（與洪卓立合作[12]）

### 音樂錄像
- 2012年：野佬《回憶總是黃色的》 （页面存档备份，存于）
- 2013年：Dear Jane《不許你註定一人》 （页面存档备份，存于）

### 廣告
| 年份   | 內容                                |
| 電視   |                                     |
| 2012年 | 香港迪士尼樂園                      |
| 2012年 | HBO 20周年                          |
| 網上   |                                     |
| 2015年 | Garnier－留住櫻色時刻 Sakura Moment |
| 平面   |                                     |
| 2009年 | Hair Himitsu 髮型屋                 |
| 2009年 | 大家樂                              |
| 2010年 | 施巴5.5                             |
| 2010年 | MTR Shops「型·買·行」               |
| 2012年 | 香港郵政 speedpost（地鐵用）        |
| 2013年 | 露華濃                              |
| 2013年 | Lowrys Farm Girls                   |
| 2013年 | 碧柔深層卸妝油（地鐵用）            |
| 2013年 | YA-MAN                              |
| 2015年 | 喜療疤暗瘡疤痕配方                  |
| 2017年 | 美贊臣 DHA 媽媽藻油丸               |

## 著作
- 2017年：《Young 媽日記》（紅出版 / 青森文化、ISBN 9789888490202）

## 外部連結
- 張穎沁的新浪微博
- 張穎沁的Facebook專頁
- 張穎沁的Instagram帳戶
- YouTube上的Pamela Cheung頻道
- Pamela Cheung - Deluxe Hong Kong （页面存档备份，存于）
- 張穎沁在香港影庫上的簡介
- Pamela Cheung 張穎沁 - 艾美模特經紀有限公司 （页面存档备份，存于）